# Roma Bahn
Pour les articles homonymes, voir Bahn.
Roma Anna Helena Bahn (née le 30 octobre 1896 à Berlin, morte le 11 janvier 1975 à Bonn) est une actrice allemande.

## Biographie
Roma Bahn est la fille de l'avocat Paul Bahn. À 16 ans, elle prend des cours à l'école de théâtre de Max Reinhardt au Deutsches Theater et a son premier engagement à Francfort-sur-le-Main. Elle travaille ensuite à Hambourg jusqu'à ce que Reinhardt la ramène au théâtre de Berlin en 1926.
En 1928, elle remplace Carola Neher dans le rôle de Polly dans la première mondiale de L'Opéra de quat'sous de Bertolt Brecht au Theater am Schiffbauerdamm. La pièce est un succès extraordinaire et aide Roma Bahn à réaliser sa percée.
À l'ère du cinéma muet, elle joue dans plusieurs films, dont l'expressionniste De l'aube à minuit. Lors du cinéma sonore, elle est une actrice de figuration fréquemment utilisée, mais souvent seulement avec de courtes apparitions. Pendant l'ère nazie, elle est présente dans des films de propagande.
Après la Seconde Guerre mondiale, elle est actrice de doublage. De 1951 à 1959, elle enseigne à l'école d'art dramatique Max-Reinhardt. L'actrice quitte Berlin en 1961 et ne fait après que des apparitions.
Roma Bahn, première porteuse de l'anneau Hermine Korner, fut mariée au metteur en scène Karlheinz Martin de 1916 à 1928 et à l'architecte Hugo Häring dans son quatrième mariage (de 1950 jusqu'à la mort de ce mari en 1958).
Roma Bahn fut la belle-sœur du maire de Brunswick, Ernst Böhme, qui épouse sa sœur Lili en 1925.

## Filmographie
- 1919 : Der Mädchenhirt (de)
- 1920 : De l'aube à minuit
- 1932 : Unheimliche Geschichten (de)
- 1933 : Anna und Elisabeth (de)
- 1936 : Scandale pour une chauve-souris (de)
- 1936 : Moral
- 1936 : Seize ans
- 1937: Streit um den Knaben Jo
- 1937 : La Habanera
- 1938 : Le Cas du docteur Deruga
- 1938 : Ein Mädchen geht an Land (de)
- 1938 : Zwei Frauen
- 1938 : Marajo, la lutte sans merci (de)
- 1939 : Umwege zum Glück
- 1939 : Mademoiselle
- 1939 : Der Polizeifunk meldet
- 1939 : Le Songe de Madame Butterfly
- 1939 : Drei Väter um Anna
- 1940 : Alles Schwindel
- 1940 : Le Mort qui se porte bien
- 1940 : Les Rothschilds
- 1940 : Was wird hier gespielt?
- 1941 : Frau Luna (de)
- 1941 : Annelie
- 1941 : Kleine Mädchen – große Sorgen
- 1942 : Die Entlassung
- 1942 : Stimme des Herzens
- 1942 : Meine Freundin Josefine
- 1942 : Diesel (de)
- 1943 : Masque en bleu (de)
- 1943 : Der dunkle Tag
- 1943 : Jeune fille sans famille
- 1943 : Fritze Bollmann wollte angeln
- 1943 : Die beiden Schwestern
- 1943 : Besatzung Dora
- 1943 : Leichtes Blut
- 1943 : Wildvogel
- 1944 : Um neun kommt Harald
- 1944 : Das Hochzeitshotel
- 1945 : Meine Herren Söhne (de)
- 1945 : Die Brüder Noltenius (de)
- 1948 : Beate (de)
- 1949 : Amico (de)
- 1949 : Die Andere (de)
- 1950 : Minuit quinze chambre neuf (de)
- 1950 : Mädchen mit Beziehungen (de)
- 1952 : Postlagernd Turteltaube (de)
- 1954 : Ingeborg (TV)
- 1954 : Phantom des großen Zeltes
- 1956 : … wie einst Lili Marleen
- 1957 : Ein besserer Herr (TV)
- 1958 : Avouez, docteur Corda
- 1958 : Jeunes Filles en uniforme
- 1958 : Résurrection
- 1966 : Der Mann aus Melbourne (TV)
- 1967 : Dieser Mann und Deutschland (TV)
- 1968 : Ganze Tage in den Bäumen (TV)
- 1970 : L'Invitation au château (TV)
- 1972 : Zur schönen Aussicht (TV)